# M10 Booker
El Mobile Protected Firepower (MPF) fue un programa del Ejército de los Estados Unidos para adquirir un vehículo de combate que fuera capaz de proporcionar capacidad de fuego ofensivo directo móvil protegido. El vehículo proyectado fue designado como M10 Booker, y, según la descripción, cumplirá esencialmente el papel de un cañón de asalto.

El M10 Booker es un vehículo blindado que está destinado a apoyar a nuestros equipos de combate de brigadas de infantería mediante la supresión y destrucción de fortificaciones, sistemas de armas y rutas de trincheras y, en segundo lugar, brindar protección contra los vehículos blindados enemigos.

— Mayor General Glenn Dean, oficial ejecutivo del programa de Army Ground Combat Systems.

Este vehículo ha sido llamado tanque ligero por algunas fuentes, lo cual es incorrecto según los oficiales del Ejército. Pesará unas 42 toneladas.
El programa fue parte del programa de vehículos de combate de próxima generación (oficialmente en inglés Next Generation Combat Vehicle, NGCV). Un desarrollo previo de tanques ligeros para el Ejército, el M8 Armored Gun System, fue cancelado en 1996. El Ejército redujo las opciones al Griffin II de General Dynamics y al M8 AGS de BAE Systems para una evaluación adicional. Ambas empresas entregaron prototipos de sus vehículos en 2020. La presentación de BAE fue descalificada en 2022. El Ejército seleccionó el modelo de General Dynamics Land Systems (GDLS) más tarde ese año. Sin embargo, el 2 de mayo de 2025, el secretario del Ejército, Dan Driscoll, anunció que el programa se canceló debido al coste, un contrato de mantenimiento mal negociado, su peso y su diseño. El Ejército había recibido aproximadamente 80 de los vehículos cuando se canceló el programa. Los vehículos tienen un futuro incierto y pueden ser transferidos a unidades blindadas, vendidos en el extranjero o almacenados.

## Historia

### Antecedentes

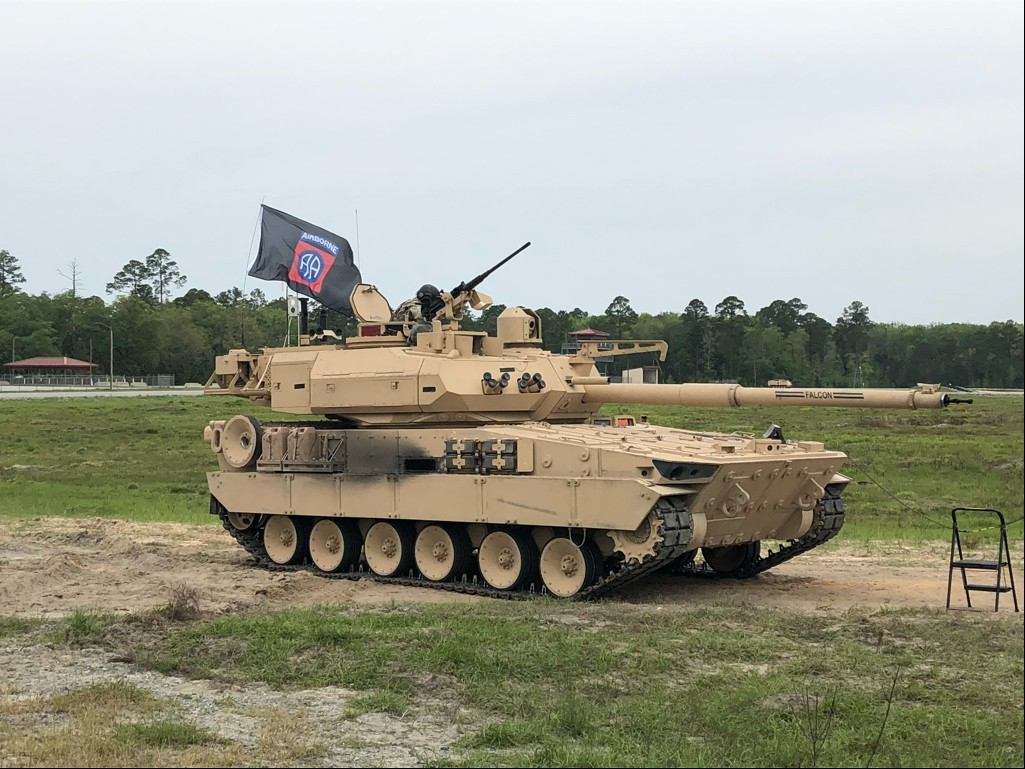
MPF en torno a 2022

El Ejército estadounidense reconoció el mal desempeño del tanque ligero M551 Sheridan en la guerra de Vietnam y comenzó el proceso de retirar el vehículo en 1977. La 82.ª División Aerotransportada y la Guardia Nacional de los Estados Unidos retuvieron un pequeño número en servicio activo.
El Ejército comenzó una serie de proyectos en la década de 1980 para mejorar el Sheridan o reemplazarlo. Algunos de sus esfuerzos en esta época podrían describirse como irremediablemente entremezclados. Después de una serie de comienzos en falso, en junio de 1992, el Ejército seleccionó el Sistema de armas blindadas M8 (AGS) de FMC Corporation para entrar en producción inicial de bajo índice. Se esperaba que el AGS reemplazara al Sheridan en el 3/ 73.ª Armadura de la 82.ª División Aerotransportada y los Humvees armados con misiles TOW en el 2º Regimiento de Caballería Blindada. El Ejército canceló el AGS en 1996, citando un entorno desfavorable de financiación durante el año anterior.
La armadura 3/73 se desactivó durante los siguientes dos años. Los últimos Sheridans en servicio fueron Sheridans con modificado visualmente ("vismod") utilizados para el entrenamiento de fuerzas opuestas. Estos también fueron retirados en 2004.
En 1999, el Jefe de Estado Mayor del Ejército, Eric Shinseki, expuso su visión de una fuerza más ligera y transportable. El Ejército comenzó el programa Interim Armored Vehicle (IAV) para implementar el concepto de Shinseki. United Defense LP ingresó una variante del AGS para cumplir con el requisito del Sistema de armas móviles (M1128); sin embargo, el Ejército seleccionó el derivado General Dynamics Land Systems 8×8 LAV III.

### Requisitos de diseño

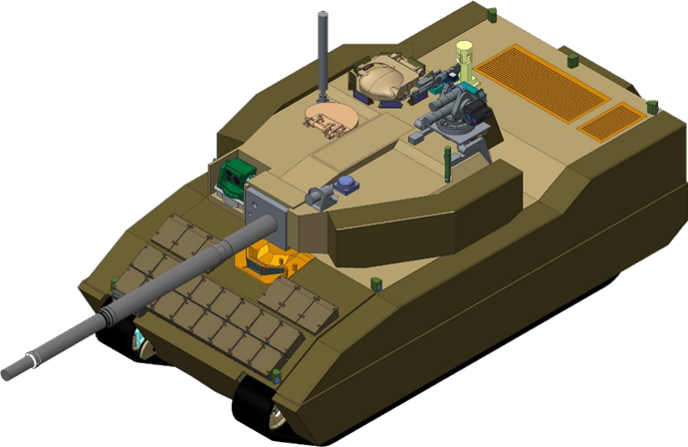
Ilustración de un vehículo Notional Mobile Protected Firepower

El Ejército declaró en su solicitud de propuestas en 2015 que esperaba que el MPF operara en conjunto con el Vehículo de Movilidad Terrestre del Ejército (M1297) y el Vehículo Ligero de Reconocimiento. El Ejército dijo que el MPF operará en "lugares austeros e impredecibles".
El Ejército optó por no agregar un requisito para la capacidad de lanzamiento desde el aire, a diferencia del Sistema de Armas Blindadas M8, que tenía esta capacidad. Según un oficial del Comando de Futuros del Ejército, a partir de 2021, una de las ofertas de los dos equipos competidores era potencialmente lo suficientemente liviana para lanzarse desde el aire debido a su peso "significativamente" más liviano.

### Competición

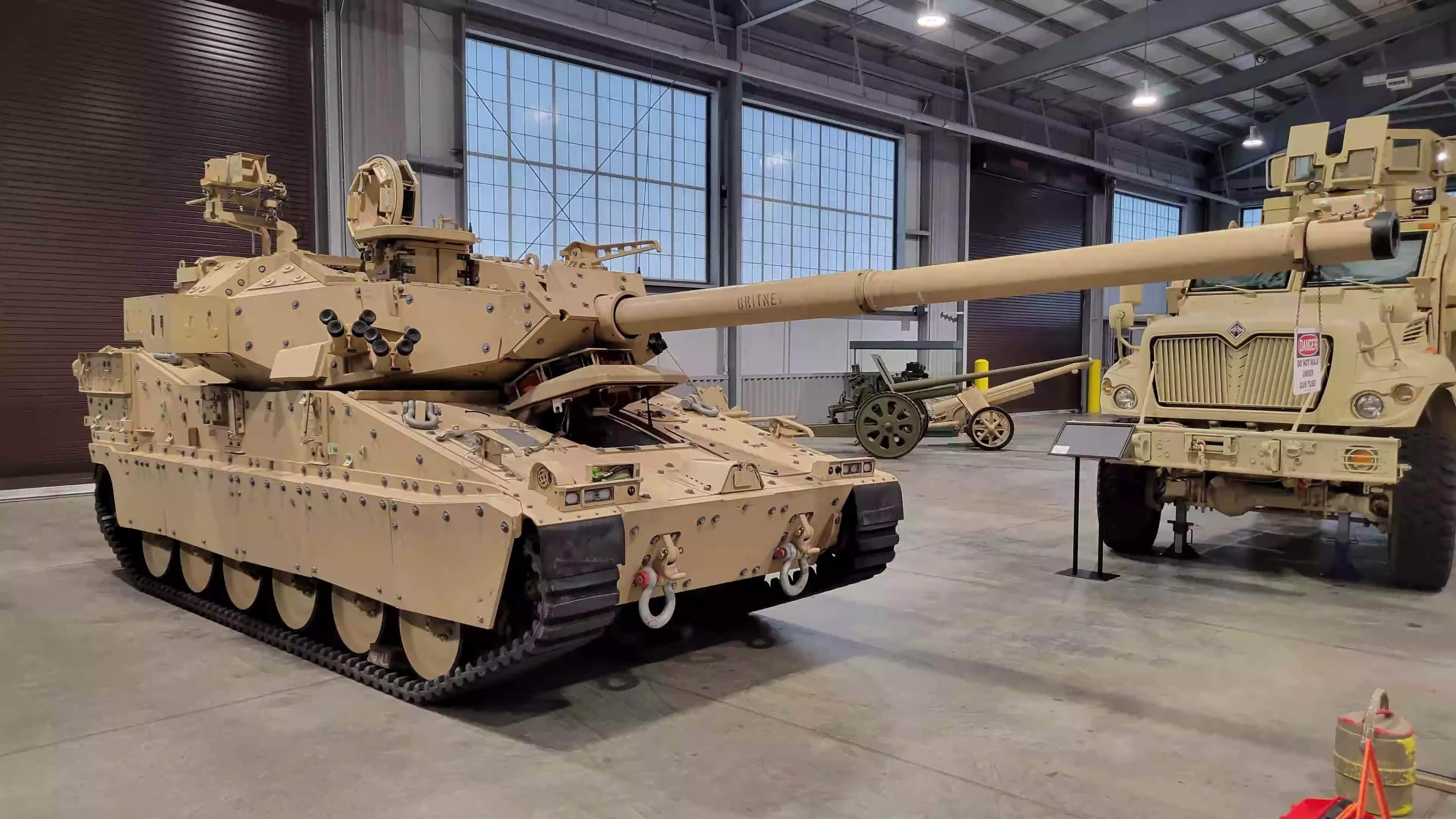
Un prototipo de pruebas de potencia de fuego protegida móvil de BAE Systems basado en el sistema de armas blindadas M8 conservado en la colección de armaduras y caballería del ejército de EE. UU. en Fort Benning en torno a 2023

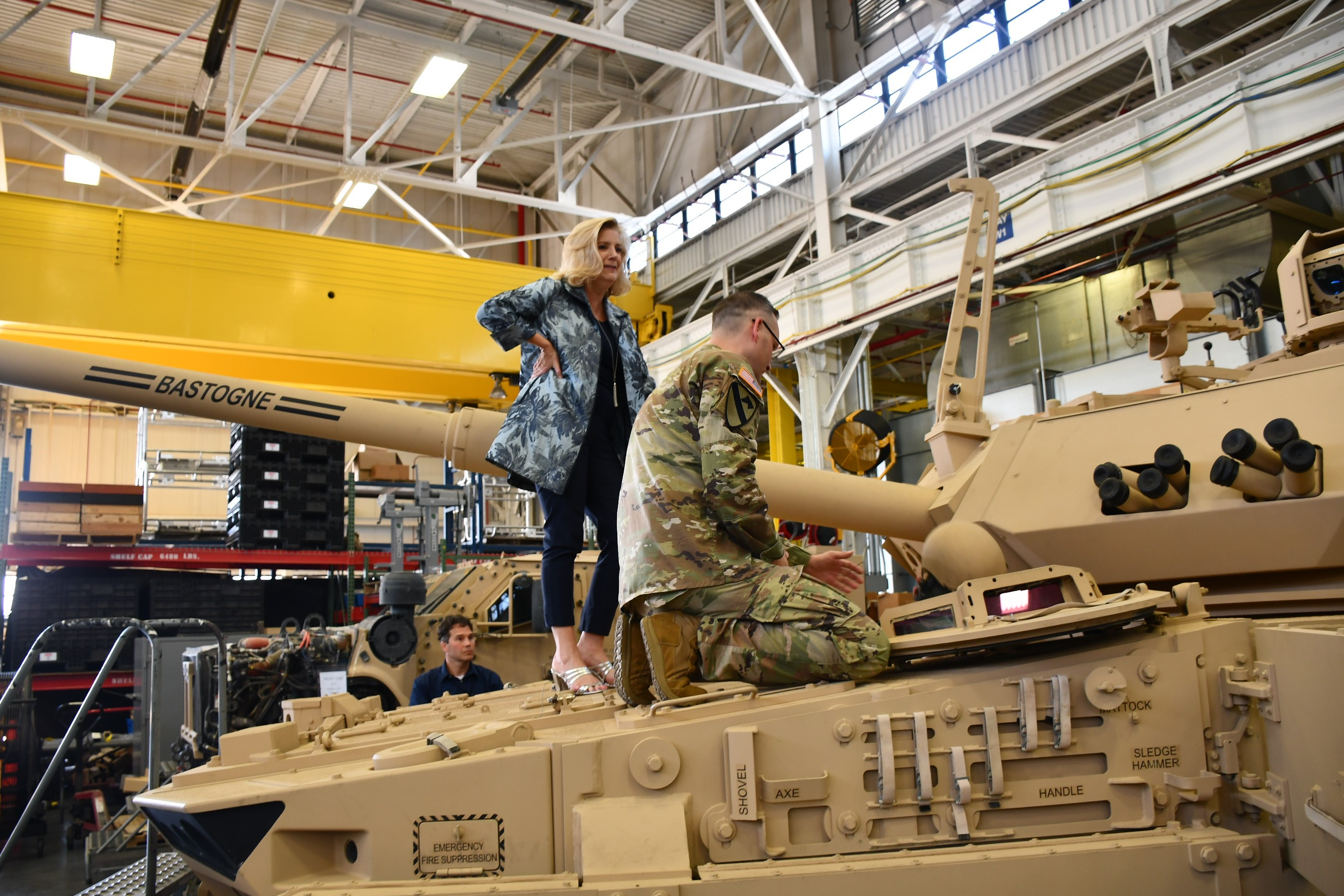
La secretaria del Ejército de EE. UU., Christine Wormuth, se encuentra sobre un vehículo GDLS Mobile Protected Firepower en agosto de 2022

En noviembre de 2017, el Ejército emitió una solicitud de propuestas (RFP) para la fase de desarrollo de ingeniería y fabricación (EMD) y, para maximizar la competencia, planeó otorgar hasta dos contratos de adquisición de nivel medio (MTA) para la fase de EMD en principios de 2019. La compra esperada era de 504 sistemas MPF.
Science Applications International Corporation se asoció con ST Kinetics y CMI Defense. El diseño combinó la torreta Cockerill 305 de CMI con un casco de vehículo de combate blindado de próxima generación ST Kinetics. BAE Systems ofreció un vehículo basado en el sistema de cañón blindado M8. General Dynamics Land Systems ofreció una variante del Griffin II.
El vehículo GDLS incorpora componentes y sistemas del Ajax IFV británico (a su vez basado en el ASCOD austriaco-español). Se dio a conocer públicamente el 22 de abril de 2020. La propuesta de BAE Systems fue una versión actualizada más liviana del sistema de armas blindadas M8, que se canceló en 1996.
En diciembre de 2018, el Ejército redujo sus opciones a las propuestas de BAE y GDLS para avanzar. El Ejército otorgó contratos de creación rápida de prototipos para MPF que no excedan los 376 millones de $ a estas dos empresas.
GDLS entregó sus prototipos (basados en el Griffin II) en diciembre de 2020. BAE enfrentó dificultades de producción y problemas con los proveedores relacionados con la pandemia de COVID-19, lo que retrasó la entrega hasta marzo de 2021. La fase de evaluación comenzó en enero de 2021 en Fort Liberty (Carolina del Norte), con pruebas programadas para junio de 2021. En marzo de 2022, se informó que BAE fue descalificado de la competencia debido a "problemas de incumplimiento", dejando a GDLS como la única opción restante.
El Ejército norteamericano seleccionó el GDLS Griffin II en junio de 2022. El contrato inicial es para 96 vehículos de producción inicial de baja tasa (LRIP), con la primera entrega a finales de 2023.

## Producción y pruebas de campo

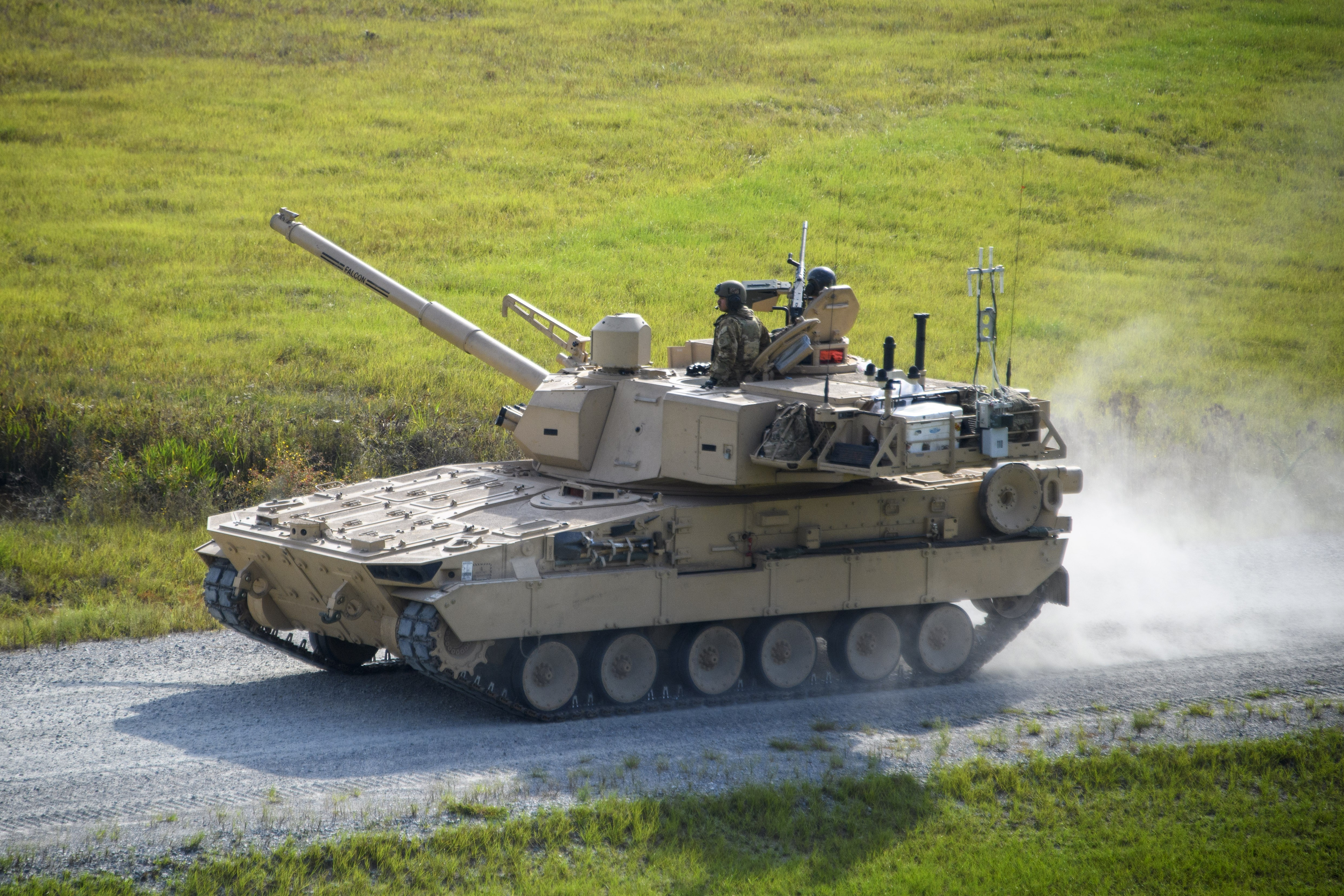
Un M10 Booker en movimiento

A partir de enero de 2023, se espera la entrega del primer sistema LRIP MPF en 19 meses, y las pruebas y evaluaciones operativas iniciales (IOT & E) están planificadas para fines del año fiscal 2024. La Primera Unidad Equipada (FUE) está programada para el cuarto trimestre del año fiscal 2025 y consta de un batallón de 42 MPF. Se espera que cada sistema LRIP MPF cueste alrededor de 12,8 millones de $. Se espera que los sistemas MPF de producción de tasa completa cuesten menos que las unidades LRIP.
El objetivo de adquisición de MPF del Ejército es para 504 vehículos, y los oficiales del Ejército señalaron que este número podría variar ligeramente. A cada Equipo de Combate de Brigada de Infantería (IBCT) se le asignarán 14 MPF. Los MPF formarán un batallón de nivel divisional, desde el cual se detallarán compañías a los IBCT. El campo objetivo para la primera unidad equipada es FY2025. Según los planes actuales del Ejército, se desplegarán cuatro batallones MPF para 2030, y la mayor parte de la adquisición planificada está programada para completarse para 2035.
En junio de 2023, el Ejército designó el vehículo de combate Mobile Protected Firepower como el M10 Booker en honor al soldado Robert D. Booker, que murió en la Campaña en África del Norte durante la Segunda Guerra Mundial, y al sargento de Estado Mayor Stevon Booker, que fue un comandante de tanques durante la Batalla de Bagdad de 2003.

### Cancelación
El Departamento de Defensa anunció el 2 de mayo de 2025 la cancelación del programa M10. El secretario del Ejército, Dan Driscoll, indicó que la cancelación se debió al costo, a un contrato de mantenimiento con derecho a reparación mal negociado , a su peso de 38 toneladas y a su diseño. El Ejército había recibido aproximadamente 80 vehículos cuando se canceló el programa. El futuro de los vehículos es incierto y podrían ser transferidos a unidades blindadas, vendidos en el extranjero o almacenados.

## Características del diseño

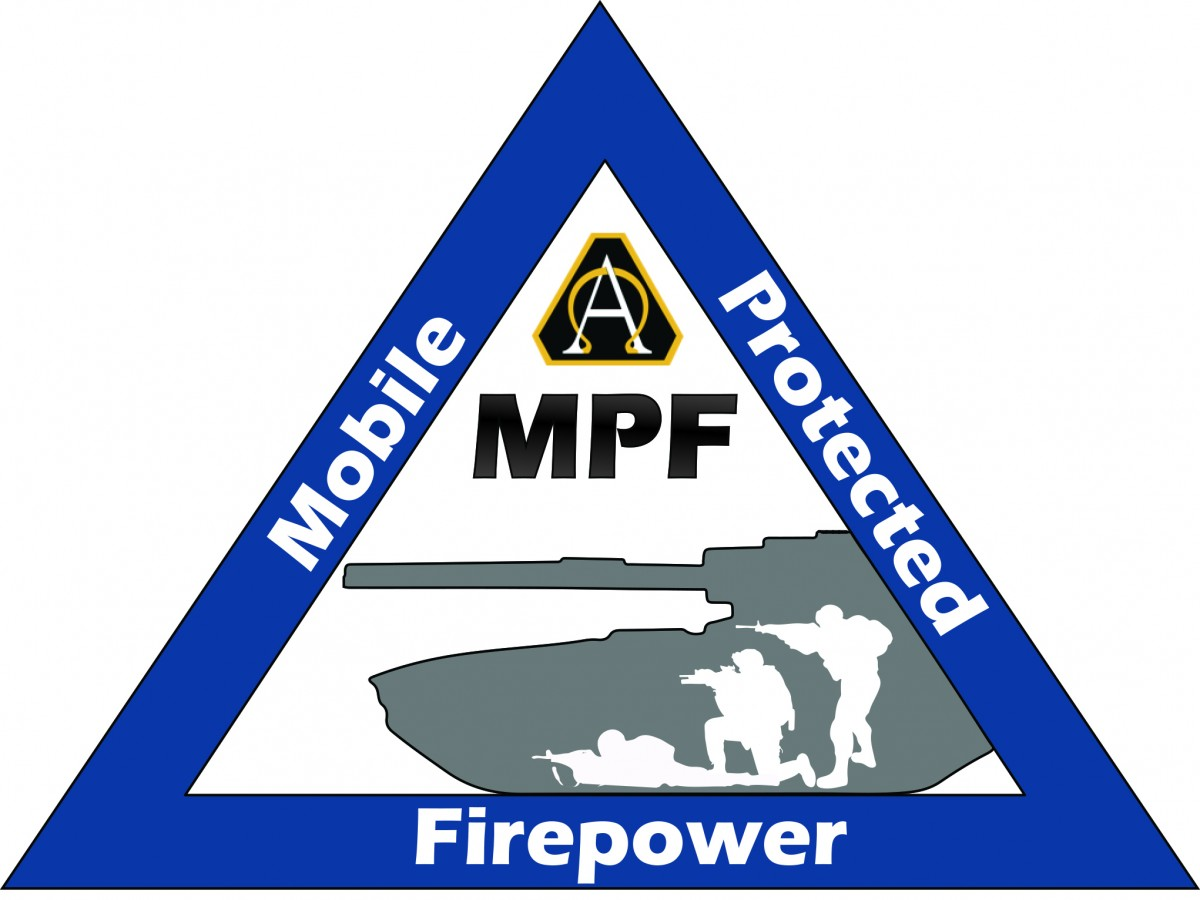
Logotipo de Mobile Protected Firepower.jpg

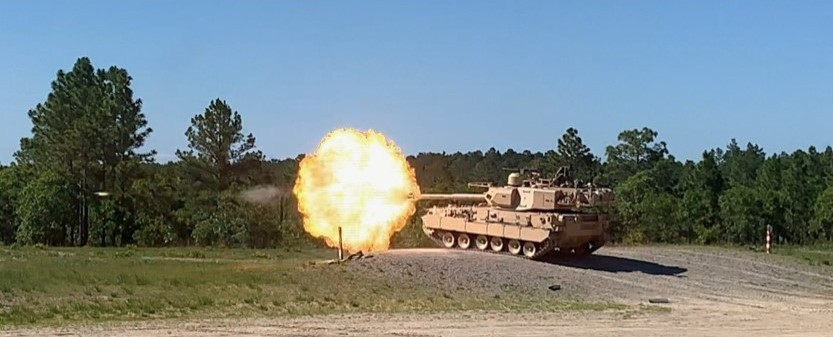
Disparo del arma principal

A partir de 2023, hay una cantidad limitada de munición de 105 mm reparable para entrenamiento y uso operativo de MPF. Como tal, podría haber un requisito para adquirir munición adicional de 105 mm.
En 2023, el gerente de producto de MPF, LTC Peter George, dijo que aunque el Ajax fue el punto de partida para el GDLS MPF, el chasis actual tiene poco en común con el Ajax y "es difícil ver las similitudes".